# Turan Cihan Şimşek
Turan Cihan Şimşek (* 6. August 1992 in Bad Säckingen) ist ein türkischer Schauspieler.

## Leben und Karriere
Şimşek wurde am 6. August 1992 in Bad Säckingen geboren. Sein Debüt gab er 2009 in der Fernsehserie Bez Bebek. Außerdem trat er in verschiedenen Werbespots für Krispi, Haribo, Eti Cin, Genç Turkcell und  Paşabahçe auf. Seine erste Hauptrolle bekam er 2012 in der Serie Zil Çalınca. 2013 wurde Şimşek für die Serie Beni Böyle Sev gecastet. Anschließend trat er 2015 in Medcezir auf. Seine nächste Hauptrolle bekam er 2018 in der Serie 4N1K İlk Aşk. Seit 2021 ist Şimşek in Kardeşlerim zu sehen.

## Filmografie (Auswahl)
Filme
- 2012: Zil Çalınca Avı
- 2016: Suda Balık
- 2017: 4N1K
- 2018: 4N1K 2
- 2018: Sabahlar Olmasın
- 2019: Geçmiş Olsun
- 2021: 4N1K Düğün

Serien
- 2009–2010: Bez Bebek
- 2010: Adanalı
- 2012: Zil Çalınca
- 2013: Bir Yastıkta
- 2015: Medcezir
- 2018: 4N1K İlk Aşk
- 2019: 4N1K Yeni Başlangıçlar
- seit 2021: Kardeşlerim